# أوغسطين أ. ماكدونالد
أوغسطين أ. ماكدونالد هو سياسي كندي، ولد في 7 فبراير 1876، وتوفي في 14 فبراير 1970. انتخب Speaker of the Legislative Assembly of Prince Edward Island ‏.